# Alcea
Alcea es un género de unas 80 especies aceptadas de las 120 descritas de plantas de flores perteneciente a la familia Malvaceae

## Descripción
Son hierbas anuales, bienales o perennes, generalmente erectas, ramificadas, la mayor parte estrelladas pubescentes, a veces mezclado con pelos largos simples. Las hojas, largamente pecioladas tienen el limbo ovado a suborbicular, ligeramente lobulado o profundamente palmatipartido, con el margen crenado o dentado y el ápice agudo a obtuso. Las flores, axilares, son solitarias o fasciculadas, a menudo dispuestas en racimos terminales. El epicáliz tiene 6 o 7 piezas, basalmente soldadas. El cáliz está formado por 5 sépalos más o menos pubescentes. Los pétalos, en igual número, son de color rosa, blanco, morado, amarillo o negruzco, y miden generalmente más de 3 cm de ancho. Los estambres son glabros con anteras amarillas. El ovario tiene 15 o más lóculos con un óvulo cada uno. El fruto es un esquizocarpo con 15 o más mericarpos circulares comprimidos lateralmente y con una muesca ventral prominente; son glabros o pubescentes con semillas glabras o con pústulas.

## Distribución
Centro y suroeste de Asia, este y sur de Europa; una especie endémica en China.

## Ecología
Especies de Alcea son alimento para las larvas de algunas especies de Lepidopteras, incluyendo Bucculatrix quadrigemina y Vanessa cardui.

## Taxonomía
Fue descrito por Carlos Linneo y publicado en Species Plantarum, vol. 2, p. 687 en el año 1753. La especie tipo es Alcea rosea L.
Etimología
Alcea: nombre genérico que deriva del Griego ἀλκέα, -ας, derivado de άλέξω, "proteger", "defender", probablemente por las virtudes medicinales de la planta; luego al Latín como Alcea, -ae, descrita por Plinio el Viejo en Naturalis Historia, libro 25, VI, 21, con la descripción de una Malvácea salvaje de atribución problemática.
Especies seleccionadas
- Alcea acaulis (Cav.) Alef.
- Alcea heldreichii (Boiss.) Boiss.
- Alcea lavateriflora (DC.) Boiss.
- Alcea pallida (Willd.) Waldst. & Kit.
- Alcea rosea L.
- Alcea rugosa Alef.
- Alcea setosa (Boiss.) Alef.
- Alcea striata Alef.
- Alcea transcaucasica (Iljin ex Grossh.) Iljin

Lista completa de todos los taxones descritos, con los aceptados y las sinonimias:
En la península ibérica, una sola especie -nativa del suroeste de China y naturalizada desde su introducción en Europa en el siglo XV: Alcea rosea, la "Malva real".

## Usos
Las grandes flores coloreadas, su porte alto y erguido y su resistencia a la sequía contribuyen a la popularidad de las plantas cultivadas como plantas ornamentales.
Los tallos se utilizan como leña, y las raíces se usan con fines medicinales.
Algunas especies se cultivan para aprovechamiento de sus fibras, por ejemplo en la producción de papel.

## Heráldica en Japón

El Maruni Mitsu Aoi, Mon alcea del Clan Tokugawa.

La flor, conocida en Japón como  (葵 aoi?), fue incorporada como insignia oficial (Mon) Shogunato Tokugawa en Japón, y a través de esta influencia se ha mantenido su importancia en la cultura japonesa moderna. El Aoi Matsuri (Festival de las Alceas) es uno de los tres principales festivales de la ciudad de Kioto.